# Moodanahalli, Alur
Moodanahalli là một làng thuộc tehsil Alur, huyện Hassan, bang Karnataka, Ấn Độ.